# Teddy-Stadion
Das Teddy-Stadion (hebräisch אִצְטַדְיוֹן טֶדִּי Itzṭadjōn Ṭeddī) ist ein Fußballstadion in der israelischen Stadt Jerusalem. Der Namensgeber und zugleich Initiator des Baus, Teddy Kollek, war von 1965 bis 1993 Bürgermeister der Stadt. Es bietet 31.733 Plätze und ist damit, nach dem früheren Nationalstadion Ramat-Gan-Stadion mit 41.583 Plätzen, das zweitgrößte Stadion des Landes. Gemeinsam mit der Mehrzweckhalle „Pais Arena Jerusalem“, einer Tennisanlage mit 16 Plätzen und einer Schwimmhalle bildet das Stadion in Westjerusalem eine zusammenhängende Großsportanlage, die für internationale Wettbewerbe konzipiert ist.

## Baugeschichte
Der Baubeginn war 1990 und die Stadioneröffnung fand 1992 statt. Die Baukosten beliefen sich auf geschätzte 12 Mio. US-Dollar. Die Spielstätte bot zwei Tribünen am Spielfeld entlang mit 14.000 Plätzen. 1999 wurde die Hintertortribüne im Norden eingeweiht. Das Teddy-Stadion fasste nun 21.600 Zuschauer.
Ab 2011 wurde die offene Stadionseite im Süden für die Spiele der U-21-Fußball-Europameisterschaft 2013 mit einem Tribünenbau geschlossen. Sie allein bietet 12.000 Sitzplätze. Bis 2013 wurde dieser Tribünenabschnnitt teilweise überdacht. Nach dem Ausbau bot das Stadion auf seinen Rängen 31.733 Sitzplätze. Des Weiteren war ein späterer Ausbau auf 50.000 Sitzplätze geplant.

## Nutzung
Die Fußballclubs Beitar Jerusalem, Hapoel Jerusalem, Hapoel Katamon Jerusalem und Beitar Nordia Jerusalem bestreiten ihre Heimspiele in der Spielstätte.
Wegen der beengten Atmosphäre im Stadion trägt es bei Fans von Beitar Jerusalem den Spitznamen „Gehinnom“ (deutsch Hölle).
2001, 2013 und 2017 war das Stadion jeweils Hauptveranstaltungsort der Makkabiade.
In einem zuvor ungenutzten Untergeschoss des Stadions richtete die Stadtverwaltung 1999 die New Gallery ein – eine Galerie für zeitgenössische Kunst, die von 14 Atelierräumen umgeben ist.
Unterhalb der Osttribüne befindet sich ein großes Fitnessstudio mit Kletterwänden, Gymnastikräumen und Wasserbecken.
Im Mai 2018 benannte die Stadtverwaltung das Stadion und die benachbarte Pais Arena als die beiden möglichen Veranstaltungsorte für den Eurovision Song Contest 2019.

## Morddrohungen gegen argentinische Nationalmannschaft
Das Stadion befindet sich auf dem Gebiet des ehemaligen palästinensischen Dorfes al-Maliha, dessen Bewohner im Palästinakrieg 1948 vor der Eroberung des Ortes durch israelische Truppen flohen. An diese Vorgeschichte erinnerten Palästinenser bei ihren Protesten gegen ein für dort im Rahmen der WM-Vorbereitung geplantes Fußball-Freundschaftsspiel zwischen Israel und Argentinien im Juni 2018. Nachdem es zu Terrordrohungen gegen argentinische Spieler und ihre Familien gekommen war, sagte Argentinien das Spiel ab. Bereits vor der Fußball-Weltmeisterschaft 1998 war ein solches Freundschaftsspiel zwischen Israel und Argentinien im Teddy-Stadion ausgetragen worden.